# Harwood Dale
Harwood Dale is een civil parish in het bestuurlijke gebied Scarborough, in het Engelse graafschap North Yorkshire met 134 inwoners.

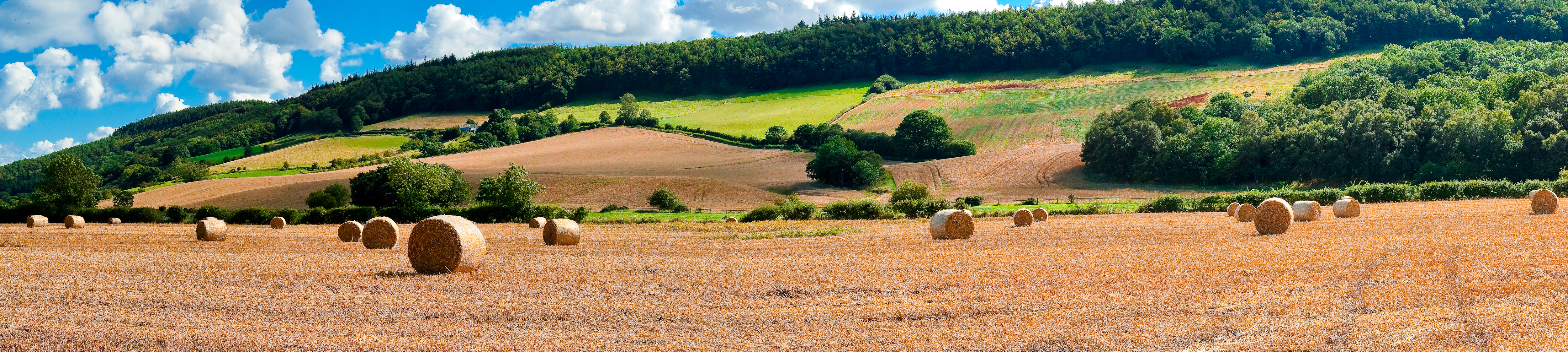
Landschap van Harwood Dale